# Station Bukowina Bobrzańska
Station Bukowina Bobrzańska is een spoorwegstation in de Poolse plaats Bukowina Bobrzańska.